# Erythrus apicalis
Erythrus apicalis är en skalbaggsart som beskrevs av Maurice Pic 1922. Erythrus apicalis ingår i släktet Erythrus och familjen långhorningar.
Artens utbredningsområde är Laos. Inga underarter finns listade i Catalogue of Life.